# Campionati sloveni di sci alpino 1997
I Campionati sloveni di sci alpino 1997 si svolsero a Krvavec a Maribor e a Soriška Planina tra il 18 febbraio e il 1º aprile. Il programma incluse gare di supergigante, slalom gigante e slalom speciale, sia maschili sia femminili.
Trattandosi di competizioni valide anche ai fini del punteggio FIS, vi parteciparono anche sciatori di altre federazioni, senza che questo consentisse loro di concorrere al titolo nazionale sloveno.

## Risultati

### Uomini

#### Supergigante
| Pos. | Atleta             | Nazione  | Tempo   |
| ---- | ------------------ | -------- | ------- |
| 1    | Peter Pen          | Slovenia | 1:17,64 |
| 1    | Gregor Šparovec    | Slovenia | 1:17,64 |
| 3    | Jernej Koblar      | Slovenia | 1:17,72 |
| 4    | Aleš Brezavšček    | Slovenia | 1:18,56 |
| 5    | Miran Ravter       | Slovenia | 1:18,88 |
| 6    | David De Costa     | Slovenia | 1:18,97 |
| 7    | Reinhold Gappmaier | Austria  | 1:19,29 |
| 8    | Wolfgang Rieder    | Austria  | 1:19,31 |
| 9    | Matej Jovan        | Slovenia | 1:19,34 |
| 10   | Ivica Kostelić     | Croazia  | 1:19,56 |

Data: 18 febbraio

Località: Maribor

#### Slalom gigante
| Pos. | Atleta           | Nazione  | Tempo   |
| ---- | ---------------- | -------- | ------- |
| 1    | Jure Košir       | Slovenia | 2:02,41 |
| 2    | Rene Mlekuž      | Slovenia | 2:02,95 |
| 3    | Drago Grubelnik  | Slovenia | 2:03,87 |
| 4    | Jernej Koblar    | Slovenia | 2:04,26 |
| 5    | Kentarō Minagawa | Giappone | 2:04,26 |
| 6    | Gašper Kontrec   | Slovenia | 2:04,32 |
| 7    | Mitja Valenčič   | Slovenia | 2:04,98 |
| 8    | Bernhard Knauß   | Slovenia | 2:05,47 |
| 9    | Gregor Šparovec  | Slovenia | 2:06,09 |
| 10   | Dani Mattias     | Slovenia | 2:06,19 |

Data: 1º aprile

Località: Krvavec

#### Slalom speciale
| Pos. | Atleta           | Nazione  | Tempo    |
| ---- | ---------------- | -------- | -------- |
| 1    | Jure Košir       | Slovenia | 1:25,26  |
| 2    | Matjaž Vrhovnik  | Slovenia | 1:25,52  |
| 3    | Andrej Miklavc   | Slovenia | 1:25,74  |
| 4    | Matej Jovan      | Slovenia | 1:26,512 |
| 5    | Drago Grubelnik  | Slovenia | 1:27,22  |
| 6    | Gregor Grilc     | Slovenia | 1:27,28  |
| 7    | Markus Kirchner  | Austria  | 1:27,43  |
| 8    | Jernej Koblar    | Slovenia | 1:27,50  |
| 9    | Mitja Dragšič    | Slovenia | 1:27,70  |
| 10   | Kentarō Minagawa | Giappone | 1:27,95  |

Data: 25 marzo

Località: Soriška Planina

### Donne

#### Supergigante
| Pos. | Atleta               | Nazione  | Tempo   |
| ---- | -------------------- | -------- | ------- |
| 1    | Mojca Suhadolc       | Slovenia | 1:30,00 |
| 2    | Špela Bračun         | Slovenia | 1:30,16 |
| 3    | Špela Pretnar        | Slovenia | 1:30,25 |
| 4    | Anja Kalan           | Slovenia | 1:30,38 |
| 5    | Andreja Potisk Ribič | Slovenia | 1:30,59 |
| 6    | Alenka Dovžan        | Slovenia | 1:30,87 |
| 7    | Britt Janyk          | Canada   | 1:31,60 |
| 8    | Katarina Breznik     | Slovenia | 1:31,62 |
| 9    | Nives Sitar          | Slovenia | 1:31,76 |
| 10   | Katja Koren          | Slovenia | 1:32,14 |

Data: 18 febbraio

Località: Maribor

#### Slalom gigante
| Pos. | Atleta               | Nazione  | Tempo   |
| ---- | -------------------- | -------- | ------- |
| 1    | Špela Pretnar        | Slovenia | 2:10,68 |
| 2    | Katja Koren          | Slovenia | 2:11,41 |
| 3    | Špela Bračun         | Slovenia | 2:11,84 |
| 4    | Andreja Potisk Ribič | Slovenia | 2:12,81 |
| 5    | Alenka Dovžan        | Slovenia | 2:12,89 |
| 6    | Katarina Breznik     | Slovenia | 2:13,09 |
| 7    | Nives Sitar          | Slovenia | 2:14,65 |
| 8    | Anja Kalan           | Slovenia | 2:15,12 |
| 9    | Andreja Gašperin     | Slovenia | 2:15,24 |
| 10   | Mateja Dolničar      | Slovenia | 2:15,75 |

Data: 31 marzo

Località: Krvavec

#### Slalom speciale
| Pos. | Atleta           | Nazione  | Tempo   |
| ---- | ---------------- | -------- | ------- |
| 1    | Nataša Bokal     | Slovenia | 1:32,50 |
| 2    | Katja Koren      | Slovenia | 1:32,82 |
| 3    | Špela Pretnar    | Slovenia | 1:33,09 |
| 4    | Alenka Dovžan    | Slovenia | 1:33,78 |
| 5    | Nives Sitar      | Slovenia | 1:36,35 |
| 6    | Lidija Bijol     | Slovenia | 1:36,91 |
| 7    | Anja Kalan       | Slovenia | 1:37,17 |
| 8    | Katarina Breznik | Slovenia | 1:37,31 |
| 9    | Dalia Lorbek     | Slovenia | 1:37,37 |
| 10   | Brigitte Pirker  | Austria  | 1:38,11 |

Data: 25 marzo

Località: Soriška Planina